# 哈伯爾 (內布拉斯加州)
哈伯爾（英語：Hubbell）是位於美國內布拉斯加州塞耶縣的村。

## 人口
根據2020年美國人口普查的數據，哈伯爾的面積為0.81平方千米，皆為陸地。當地共有人口63人，而人口密度為每平方千米78人。